# Keuper

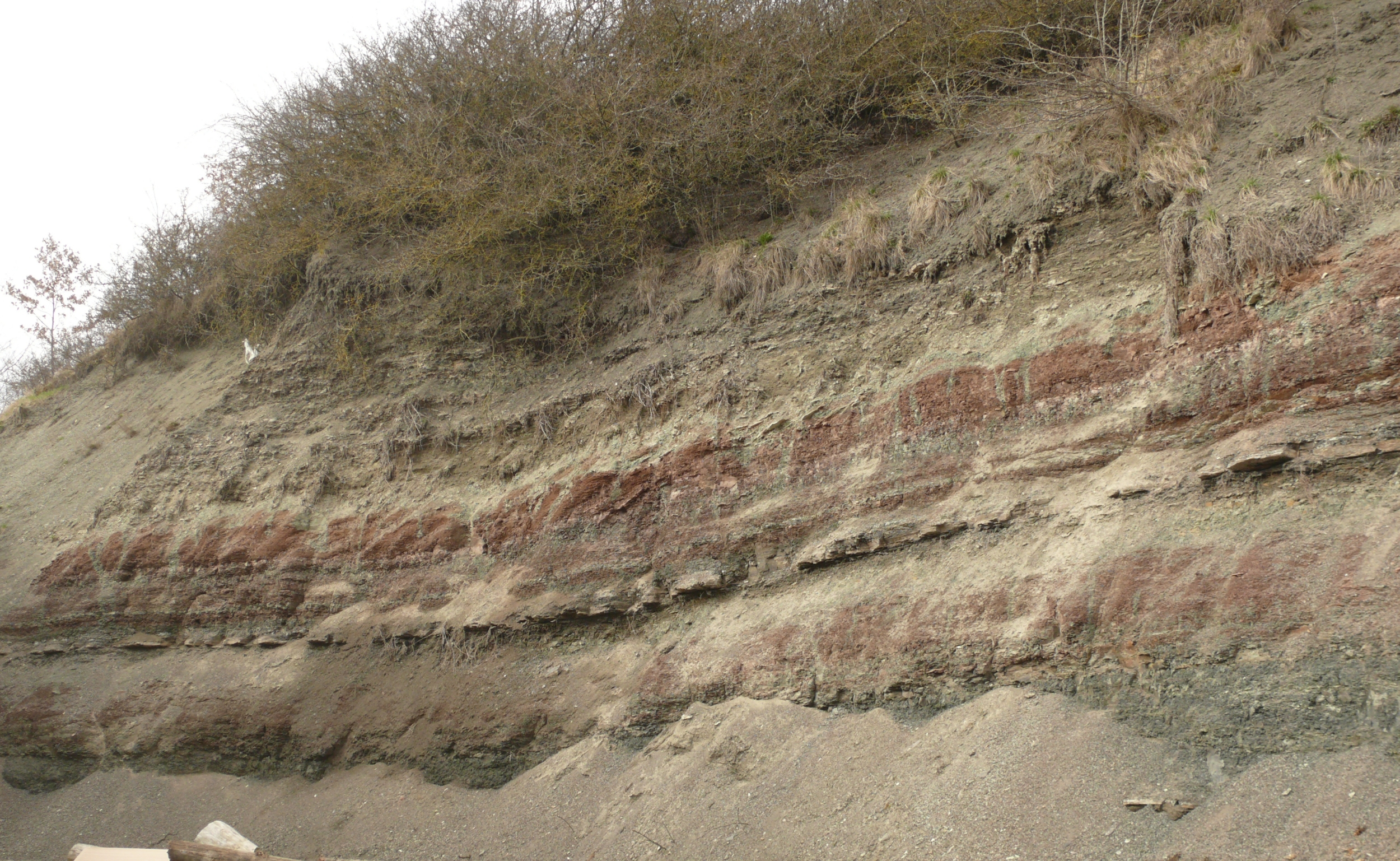
Fácies de Keuper em Frankenhardt (Alemanha).

O Keuper é uma unidade litoestratigráfica (uma seqüência de estratos rochosos) no subsolo de grandes partes da Europa Ocidental e Central